# لوسيندا جيني
لوسيندا جيني (بالإنجليزية: Lucinda Jenney)‏ هي ممثلة أمريكية، ولدت في 23 أبريل 1954 في الولايات المتحدة. بدأت مشوارها المهني سنة 1977.

## أعمال

### أفلام
- (1986) زواج بيجي سو[3]
- (1988) رجل المطر[4][5]
- (1991) ثيلما ولويز[6]
- (1995) مغادرة لاس فيغاس[7]
- (1998) صحراء زرقاء
- (1998) ما الأحلام التي ربما تأتي[8]
- (2000) تذكر الجبابرة
- (2003) سوات[9]

### مسلسلات
- 24
- كولد كيس
- هاوس

## وصلات خارجية
- لوسيندا جيني على موقع IMDb (الإنجليزية)
- لوسيندا جيني على موقع ألو سيني (الفرنسية)
- لوسيندا جيني على موقع أول موفي (الإنجليزية)
- لوسيندا جيني على موقع قاعدة بيانات برودواي على الإنترنت (الإنجليزية)
- لوسيندا جيني على موقع قاعدة بيانات الأفلام السويدية (السويدية)
- لوسيندا جيني على موقع إن إن دي بي (الإنجليزية)
- لوسيندا جيني على موقع قاعدة بيانات الفيلم (الإنجليزية)
- لوسيندا جيني على موقع كينوبويسك (الروسية)